# The Family of Man

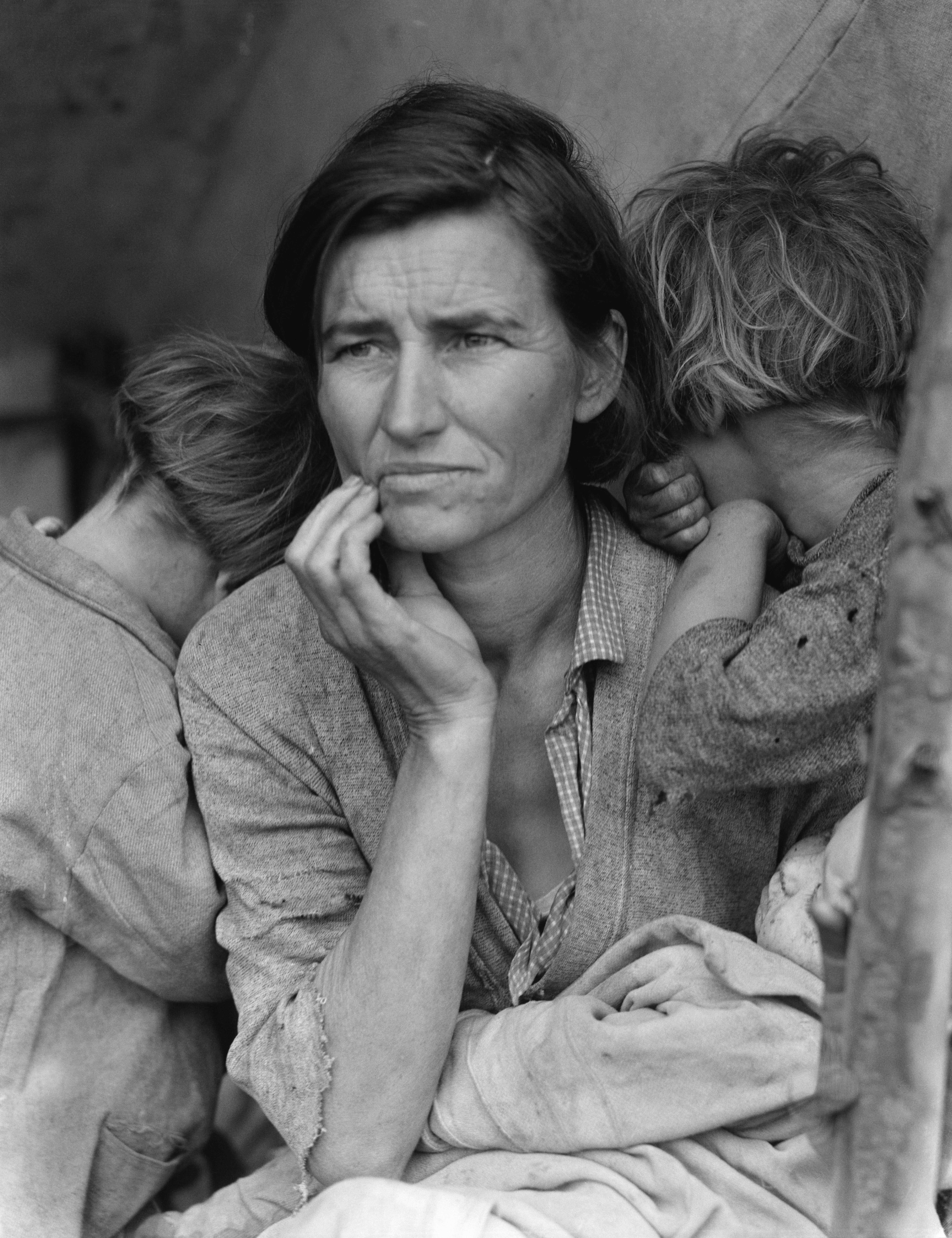
Madre emigrante (1936), Dorothea Lange.

The Family of Man (en español: La familia del hombre) es una exposición de fotografías realizada por primera vez en 1955 en el Museo de Arte Moderno de Nueva York, siendo su comisario Edward Steichen. Su objetivo era ofrecer una visión de las personas mediante imágenes de interés humano en un sentido amplio.

## La mayor empresa fotográfica jamás realizada
Esta exposición fue ideada en los años 1950 por el fotógrafo estadounidense y director del departamento de fotografía del MOMA, Edward Steichen, y su asistente Wayne Miller. Con ella pretendían ofrecer una visión general de las manifestaciones humanas, de sus singularidades y de las analogías entre diferentes grupos étnicos y culturales. La selección de las fotos duró más de tres años y se recibieron sobre cuatro millones de fotografías que tras la selección quedaron reducidas a medio millar. 
Se inauguró el 24 de enero de 1955 en el MOMA. A continuación, viajó por todo el mundo, Berlín en 1955, Tokio en 1956, Sudáfrica, India, México, Zimbabue, Australia, Rusia, etc.
Considerada en su momento como la mayor empresa fotográfica jamás realizada, reúne 503 fotografías de 273 fotógrafos de 68 países, tanto profesionales como aficionados, famosos y desconocidos. La mayor exposición de fotografías de todos los tiempos ha congregado a más de nueve millones de visitantes de 1955 a 1964, cuando el gobierno de los Estados Unidos se la ofreció al Gran Ducado de Luxemburgo.
La exposición ha sido restaurada entre 1989 y 1991, la restauración fue dirigida por Jean Volver, después por la experta Anne Cartier-Bresson, y Silvia Berselli con su equipo, se ha estado restaurando unas dos mil horas. Tras esta restauración se ha expuesto con éxito en Toulouse, Tokio e Hiroshima entre 1993 y 1994. Se ha instalado de modo definitivo en el castel de Clervaux. El museo abrió sus puertas el 3 de junio de 1994, respetando el diseño de la exposición de 1955. En 2008 el Museo Reina Sofía hizo un montaje audiovisual que reproducía el montaje original de la exposición.
Desde el año 2003 forma parte del Programa Memoria del Mundo de la Unesco.

## Una exposición humanista
Esta exposición ofrece un retrato de la humanidad, no sólo poniendo el énfasis en las diferencias entre los hombres, sino también en su pertenencia a una familia. Está organizada en torno a 37 temas como el amor, la fe en el hombre, el nacimiento, el trabajo, la familia, la educación, los niños, la guerra y la paz. El formato de las fotografías es muy diferente como una forma de manifestar diversidad ya que Steichen tenía la intención de mostrar una parte de la universalidad de la experiencia humana, así como la enorme capacidad de la fotografía para reflejar la experiencia humana universal. Aunque no contó con la representación de ningún fotógrafo español, o quizá por ello, esta exposición tuvo gran influencia en movimientos fotográficos españoles de mitad del siglo XX como la Escuela de Madrid, el grupo AFAL o la Agrupación Fotográfica de Cataluña.
Esta exposición ha demostrado ser única en su género y algunas exposiciones posteriores la han imitado como The family of children, The family of woman o la gran exposición mundial de fotografía organizada en 1960 por Karl Pawek.

## Fotógrafos participantes
Entre los fotógrafos participantes se pueden señalar:
| - Ansel Adams - Manuel Álvarez Bravo - Diane Arbus - Eve Arnold - Richard Avedon - Werner Bischof - Margaret Bourke-White - Bill Brandt | - Brassaï - Édouard Boubat - Wynn Bullock - Cornell Capa - Robert Capa - Henri Cartier-Bresson - Marcos Chamudes - Robert Doisneau | - Alfred Eisenstaedt - Andreas Feininger - Robert Frank - Ernst Haas - Dorothea Lange - Alma Lavenson - Helen Levitt - Herbert List | - Irving Penn - August Sander - David Seymour - William Eugene Smith - Roman Vishniac - Sabine Weiss - Edward Weston - Garry Winogrand |